# Montes Nuba

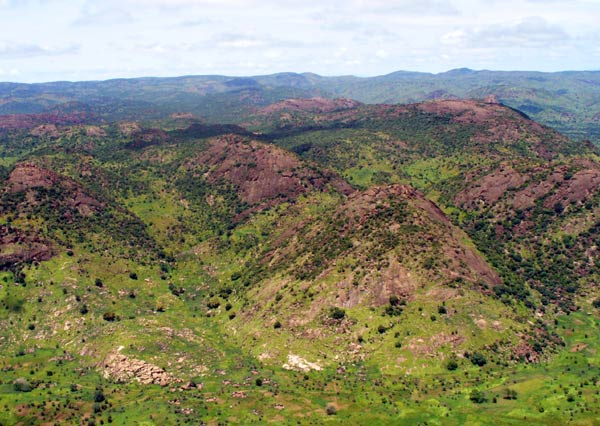
Montes Nuba

Os montes Nuba ou colinas Nuba são uma cadeia montanhosa situada na região de Cordofão do Sul, no Sudão. Estas montanhas cobrem uma área aproximada de 65 km por 145 km, num total de 48 000 km² e atingem altitudes que vão dos 450 aos 900 metros de desnível face às planícies no seu sopé. Apesar da aridez do local, a região dos montes Nuba é bastante verde se se comparar com as zonas circundantes. A região é habitada por vários grupos étnicos conhecidos coletivamente como povos Nuba. No século XIII, os montes Nuba tornaram-se o local onde foi estabelecido o reino de Taqali que controlou a região até ter sido derrotado por Mahdi Muhammad Ahmad. Depois da derrota de Mahdi frente aos britânicos, Taqali foi restaurado como estado dependente. O infiltração da tribo messiria de árabes baggara tem tido influência nos conflitos em tempos modernos registados na região.

## Geografia
Na zona há poucas estradas e muitas das localidades são inacessíveis por meios motorizados. A estação das chuvas, que decorre entre meados de maio e meados de outubro, assiste  grandes precipitações que originam o crescimento das linhas de água e proporcionam pastos e produtos agrícolas de época.
A população residente nos montes Nuba, os designados povos Nuba, distribui-se por várias etnias e fala vários idiomas. Cerca de 10% é da etnia baggara (criadores de gado), a maior parte são hawazma e árabes messiria. Há também um pequeno número de nómadas árabes, chamados jelabas. Historicamente, esta zona foi a sede do estado Taqali. 

## Situação política
Os nativos dos povos Nuba foram em grande medida um importante apoio do Exército de Libertação do Povo do Sudão (SPLA) durante a Segunda Guerra Civil Sudanesa, que deu lugar a conflitos com os árabes baggaras armados pelo governo sudanês. A região está sob controlo do governo central e o Acordo Geral de Paz não dá aos montes Nuba o direito de participar no Referendo sobre a independência do Sudão do Sul de 2011. Porém, em 2011, os residentes dos montes Nuba do estado de Cordofão do Sul tiveram direito a "consultas populares" para determinar o seu futuro desejado, se com o norte (Sudão) ou com o sul (Sudão do Sul) A situação de ambiguidade e o receio de violência comunitária futura mantêm-se.